# Aucuba japonica
Louro-do-Japão ou Louro-manchado (Aucuba japonica), é um arbusto (1-5m) de floresta nativa na planície e montanhas de todo o Japão, China e Tailândia. Em solos de floresta rica de vales úmidos, florestas densas, arvoredos, por córregos e perto das rochas úmidas protegidas na China. As folhas são opostas, lanceoladas amplo, 5–8 cm de comprimento e 2–5 cm de largura.
O Aucuba japonica  é uma planta dioica, que separa a planta masculina da feminina. As flores são pequenas, 4–8 mm de diâmetro, com quatro pétalas arroxeadas-marrom, que são produzidos em grupos de 10-30 em uma inflorescência solta. O fruto  é uma baga vermelha de mais ou menos 1 cm de diâmetro. Elas são muitas vezes evitado por pássaros. Eles são uma planta de jardim popular no Reino Unido e na Europa ocidental. Este arbusto é também popular nos Estados Unidos, onde é comumente referido como a planta de manchas douradas (Fell, 1990).
Muito conhecida nos jardins urbanos de Portugal e outros países europeus devido à sua resistência à poeira e à poluição atmosférica, a Aucuba japonesa é um belo arbusto de grandes folhas perenes, coriáceas, de cor verde, mas há diversos cultivares de folhas variadas extensivamente apreciados: a “Crotonifolia” e a “Gold Dust” têm folhas salpicadas de amarelo e dão flores fêmeas, que produzem bagas vermelhas do final do Verão ao inicio da Primavera, se plantadas conjuntamente com um cultivar macho, como a “Crassifolia” . Preferem solos úmidos e frescos e locais com pouco sol. É resistente a climas marítimos. Dão sebes vistosas e crescem com rapidez assim que vingam. Podar os ramos na Primavera.

## Galeria

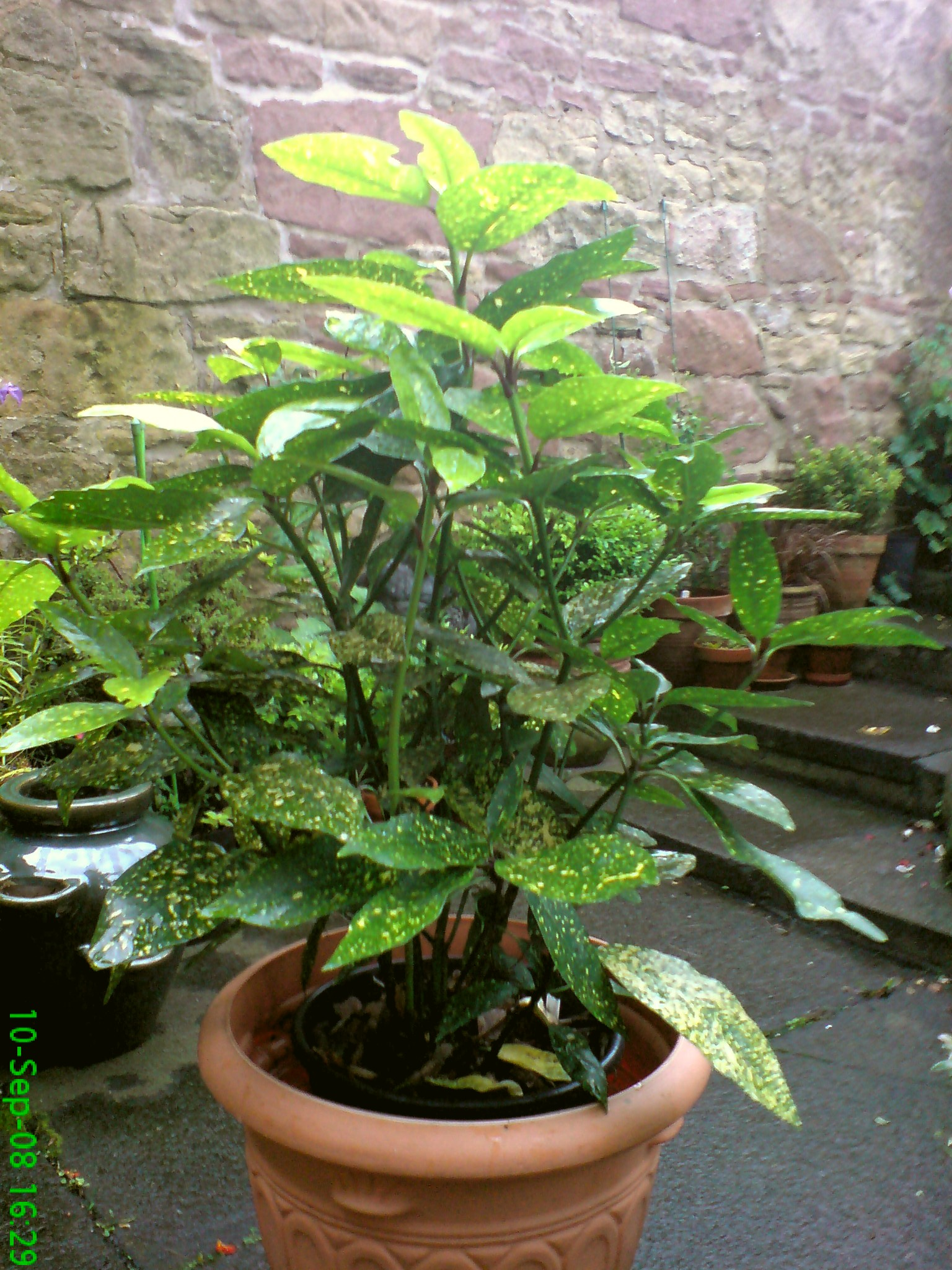
Macho
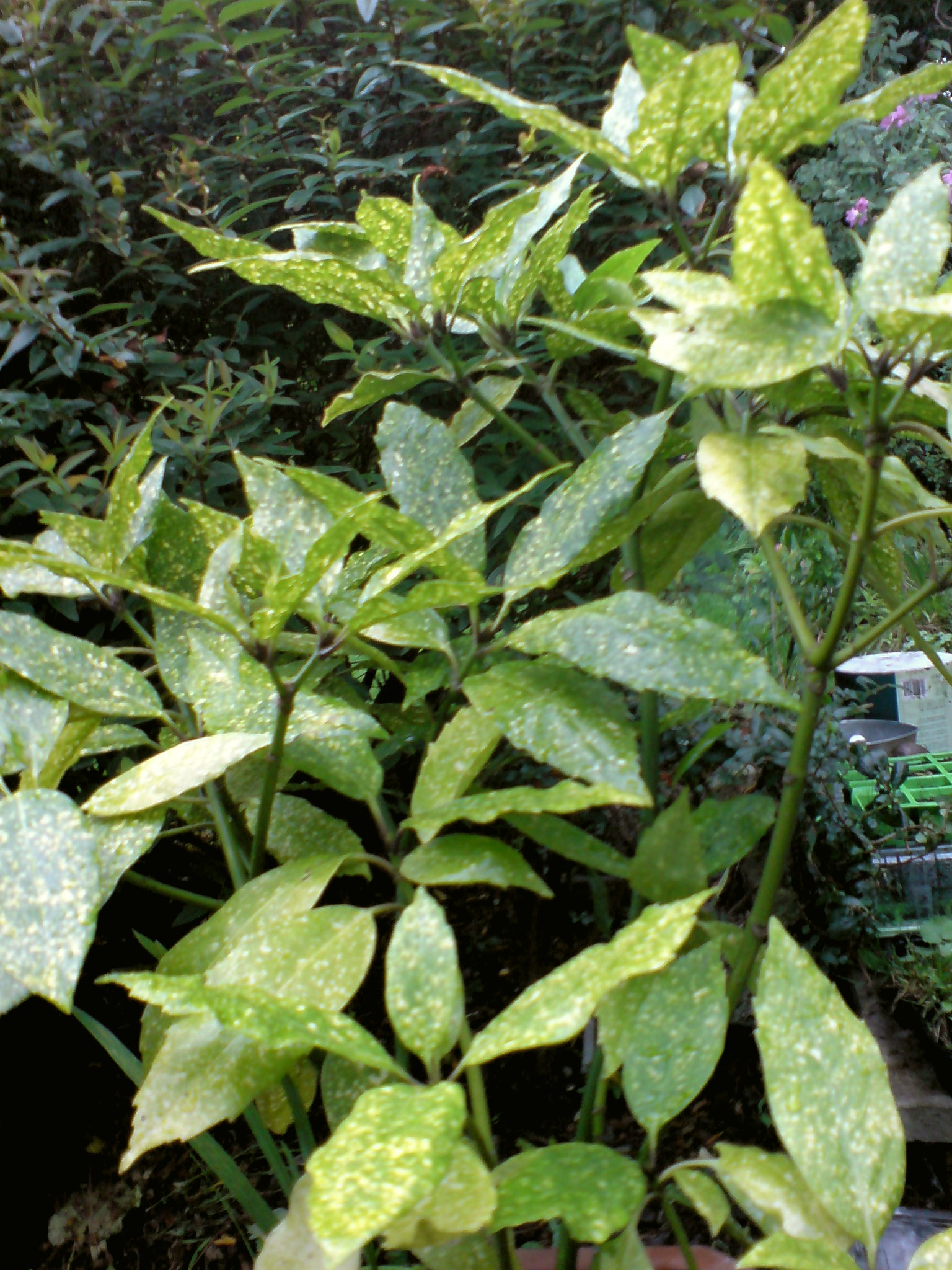
Fêmea
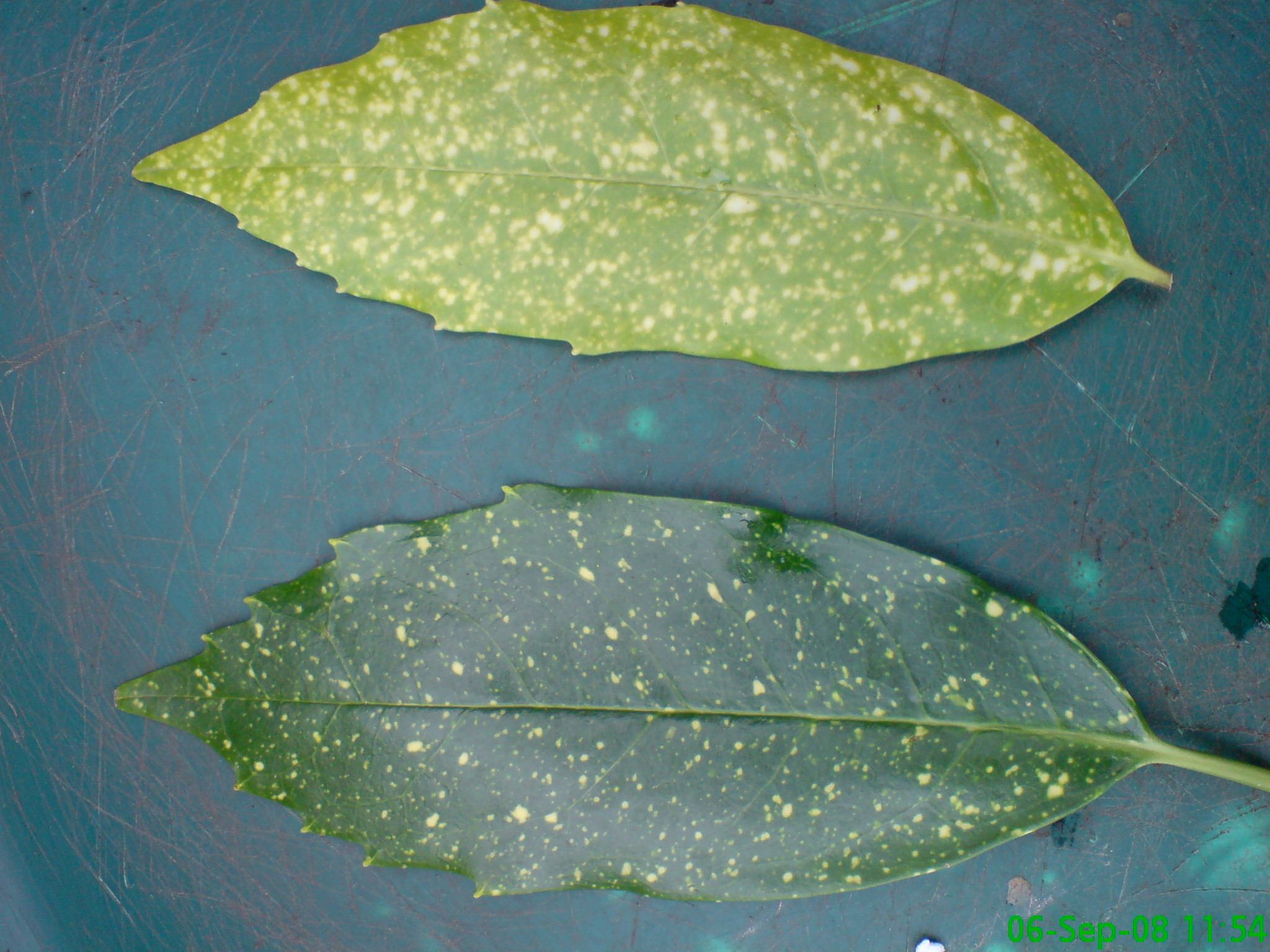
Fêmea em cima e macho embaixo
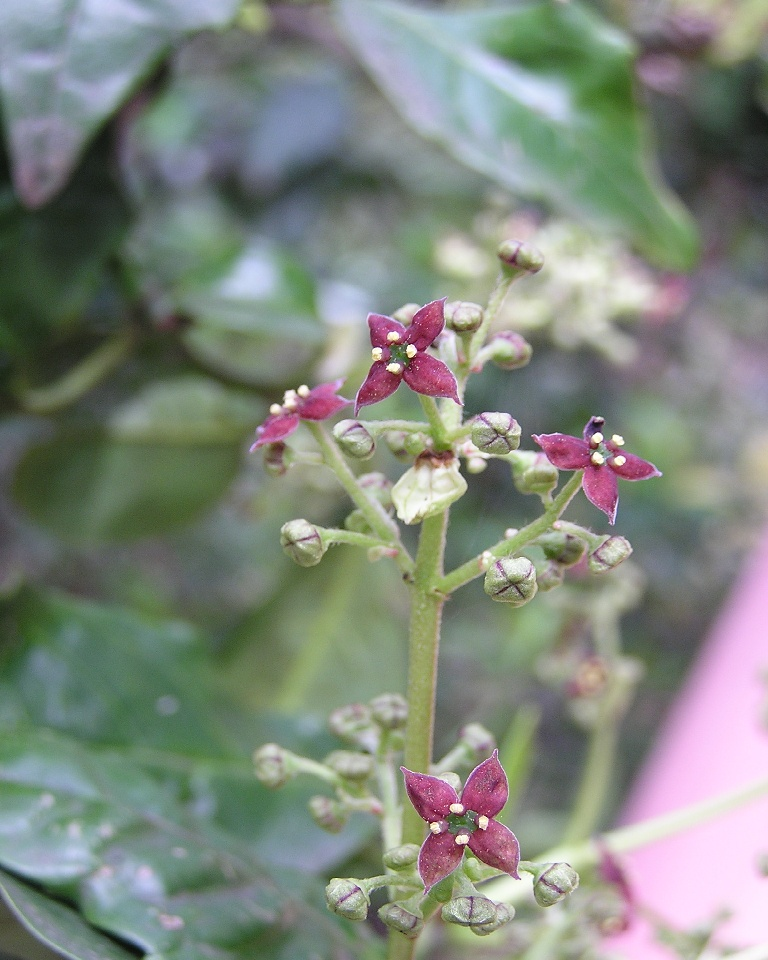
Flores
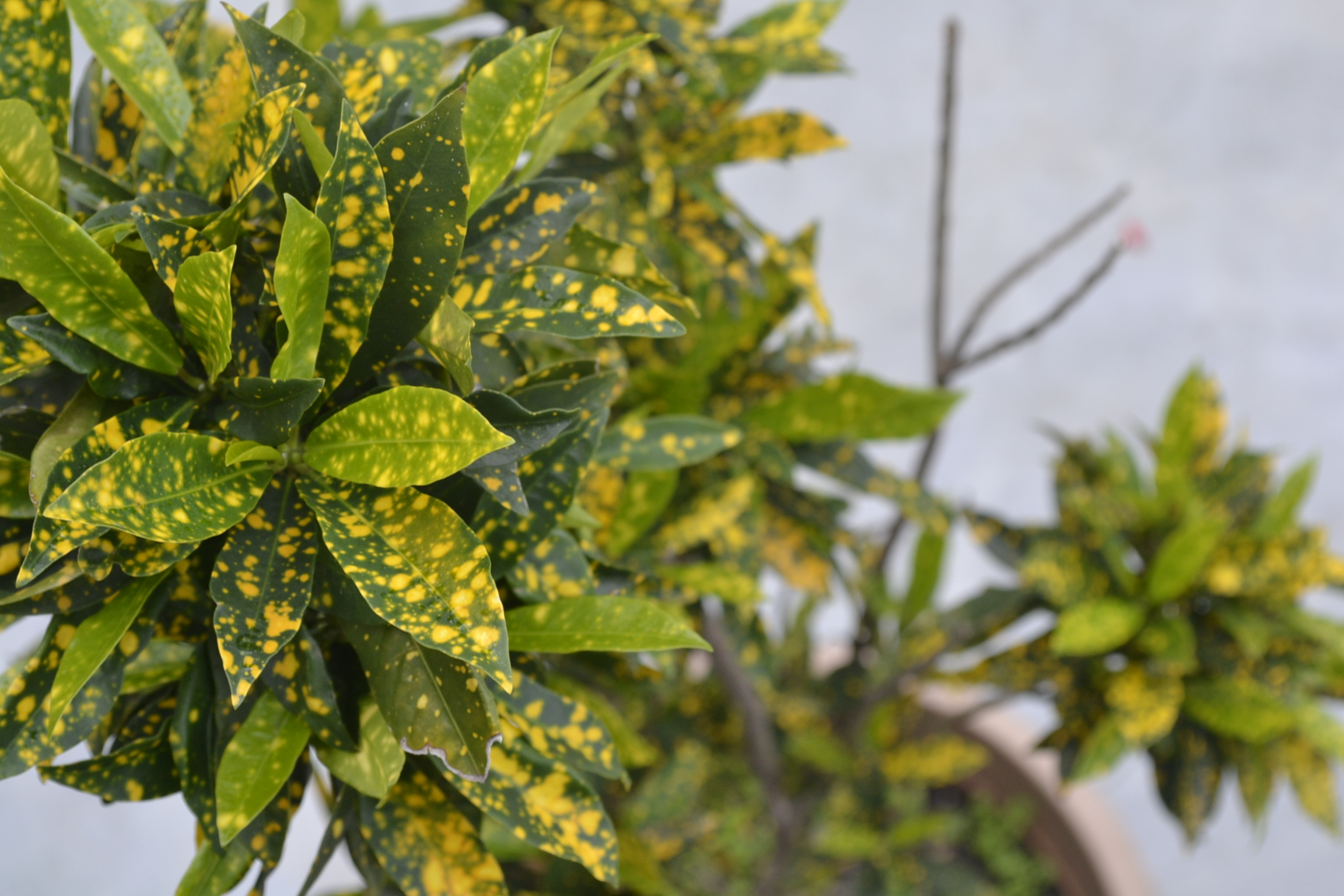
Coloração das folhas
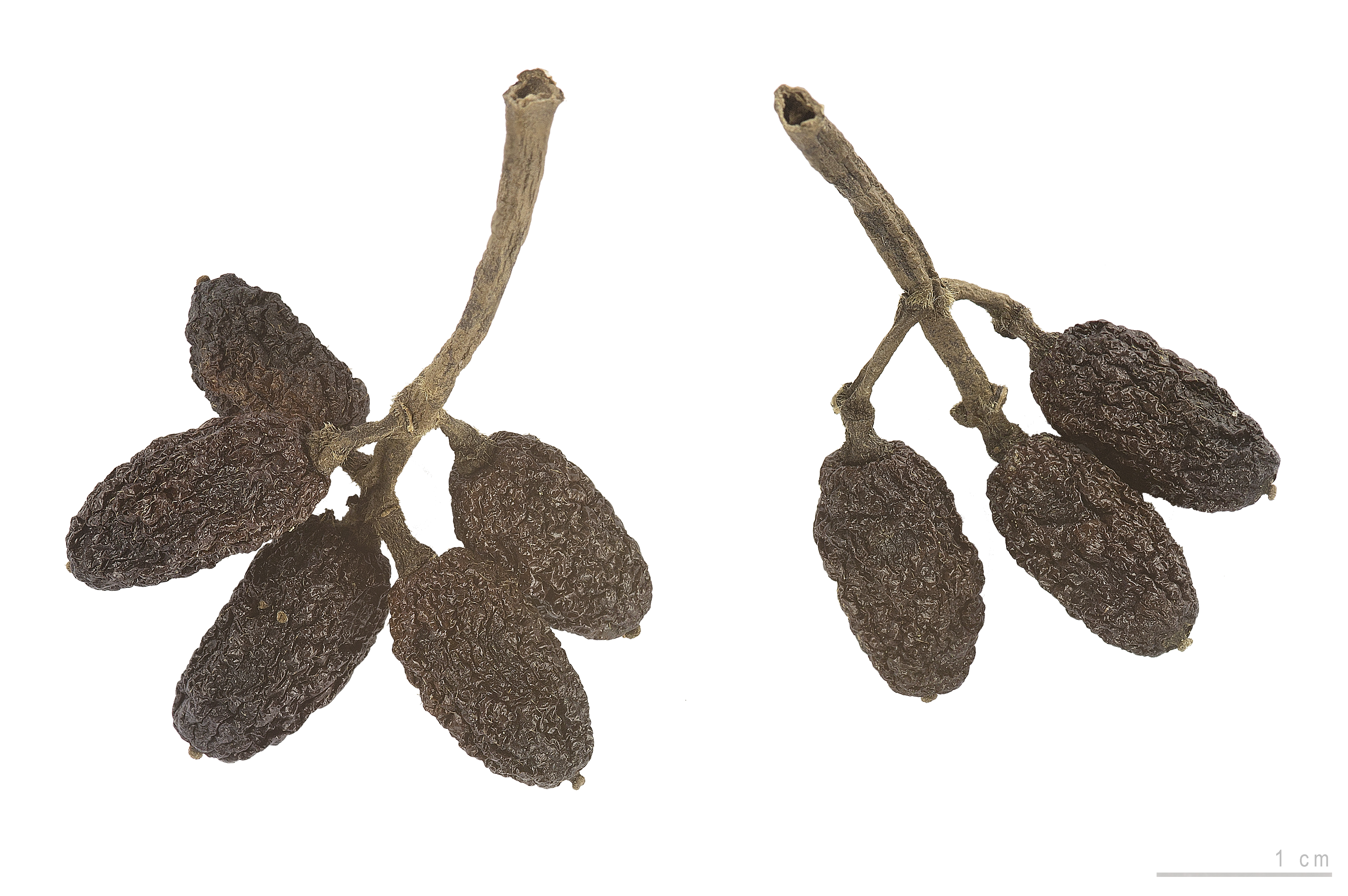
Aucuba japonica - MHNT